# Nicko Williams
Nicko Williams (ur. 24 października 1989) – grenadyjski piłkarz występujący na pozycji obrońcy.

## Kariera reprezentacyjna
W 2011 roku Williams został powołany do reprezentacji Grenady U-23 na turniej kwalifikacyjny do Igrzysk Olimpijskich w Londynie, gdzie rozegrał dwa mecze, natomiast jego zespół narodowy odpadł w rundzie przedwstępnej i nie zdołał awansować na olimpiadę.
W seniorskiej reprezentacji Grenady Williams zadebiutował 2 września 2011 w przegranym 0:3 spotkaniu z Belize w ramach eliminacji do Mistrzostw Świata 2014. Podczas kolejnego meczu, z Gwatemalą w tych samych rozgrywkach, strzelił bramkę samobójczą, a jego drużyna przegrała ostatecznie 1:4 i nie zdołała zakwalifikować się na mundial.